# آگلت

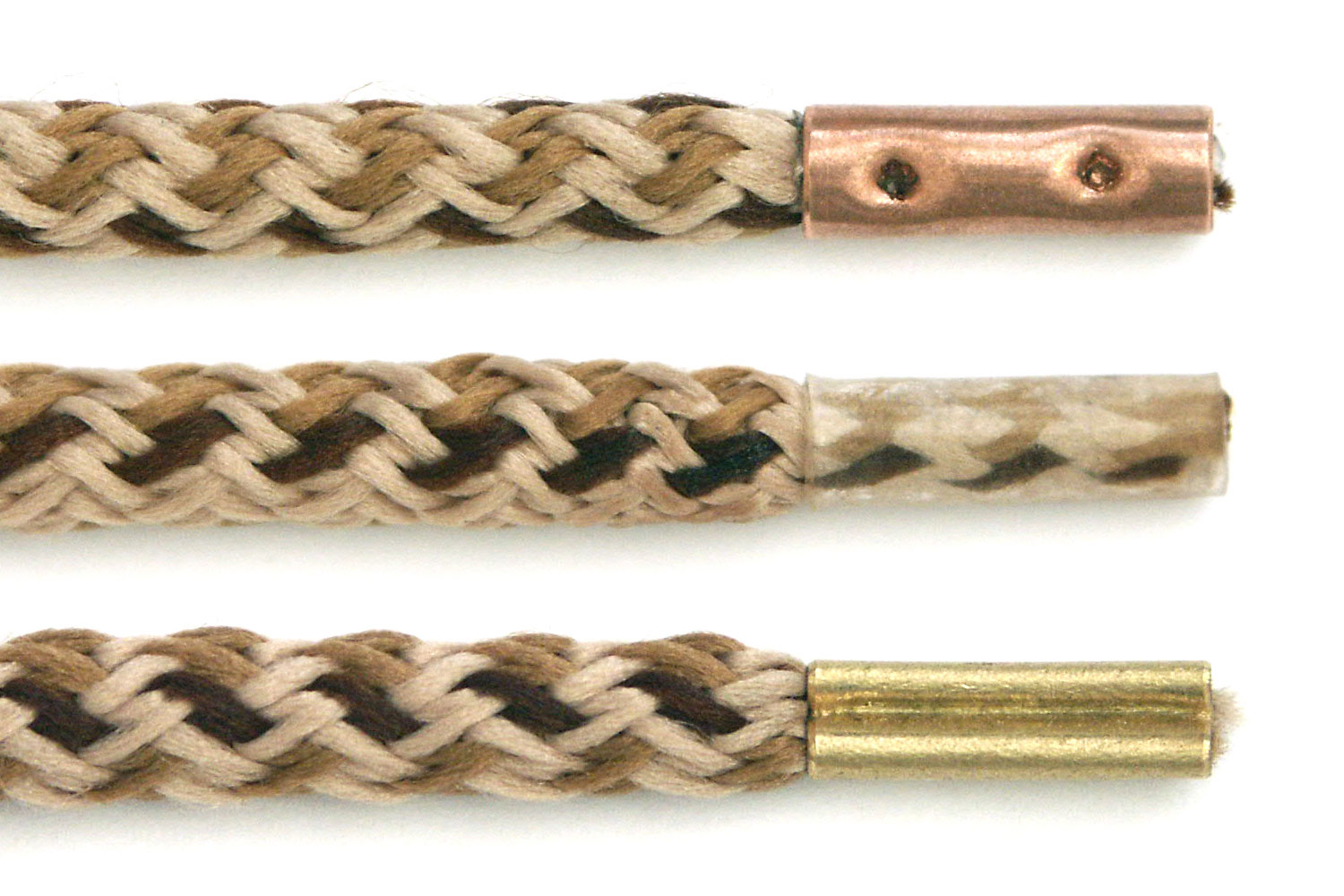
سه نوع مختلف آگلت: مسی دو پانچ، غلاف پلاستیکی و برنجی تاخورده

آگلِت یا اَگلِت (به انگلیسی: Aglet، /ˈæɡlət/) غلاف کوچکی است که اغلب از پلاستیک یا فلز ساخته می‌شود و به هر انتهای بند کفش، طناب یا بند کشی متصل می‌گردد. آگلت از باز شدن الیاف توری یا بند جلوگیری می‌کند. استحکام و مقطع باریک آن باعث می‌شود که آن را راحت تر در دست بگیرید و از طریق سوراخ‌ها، زبانه‌ها یا سایر راهنماهای بندکشی راحت عبور کرده و جلو برود.